# 王子公园体育场
王子公園體育場（法語：Parc des Princes），是位於法國巴黎16區的一座體育場，可容納48,583人。球場屬於巴黎市政府，目前是法甲俱樂部巴黎圣日耳曼的主場，同時是在為1998年法國世界盃而建的法蘭西球場（Stade de France）落成前法國國家足球隊的主場。
王子公園體育場在1972年6月落成啟用，由建築師罗歇·塔伊贝尔設計，是純粹用作足球及欖球比賽的運動場，場內沒有設置田徑跑道，曾有兩座運動場在王子公園體育場原址出現，分別於1897年及1932年揭幕，主要為自行車比賽用的運動場。塔利伯特的全坐席設計證實走在時代之先，只需作輕微的改建即能通過90年代及2000年代的新球場安全規定。殖民地資本投資公司於2006年4月10日收購巴黎聖日門後隨即宣佈計劃改建王子公园体育场，將容量擴大到54,000人，計劃尚待巴黎市議會的審批。
欖球聯盟球隊法國競賽會（Racing Club de France）於1984年至1990年間亦使用王子公园体育场作為主場。而另一支欖球聯盟球隊法國體育會（Stade Français）因觀眾數目較少而採用一街之隔的让-鲍茵球场（Stade Jean Bouin）。
1984年法國主辦欧洲足球锦标赛，王子公园体育场作為法國的基地，舉行兩場初賽（包括揭幕戰法國1-0勝丹麥）、一場準決賽（法國加時3-2反勝葡萄牙）及決賽（法國2-0擊敗西班牙）。球场还作为2024年巴黎奥运会足球比赛场馆之一。

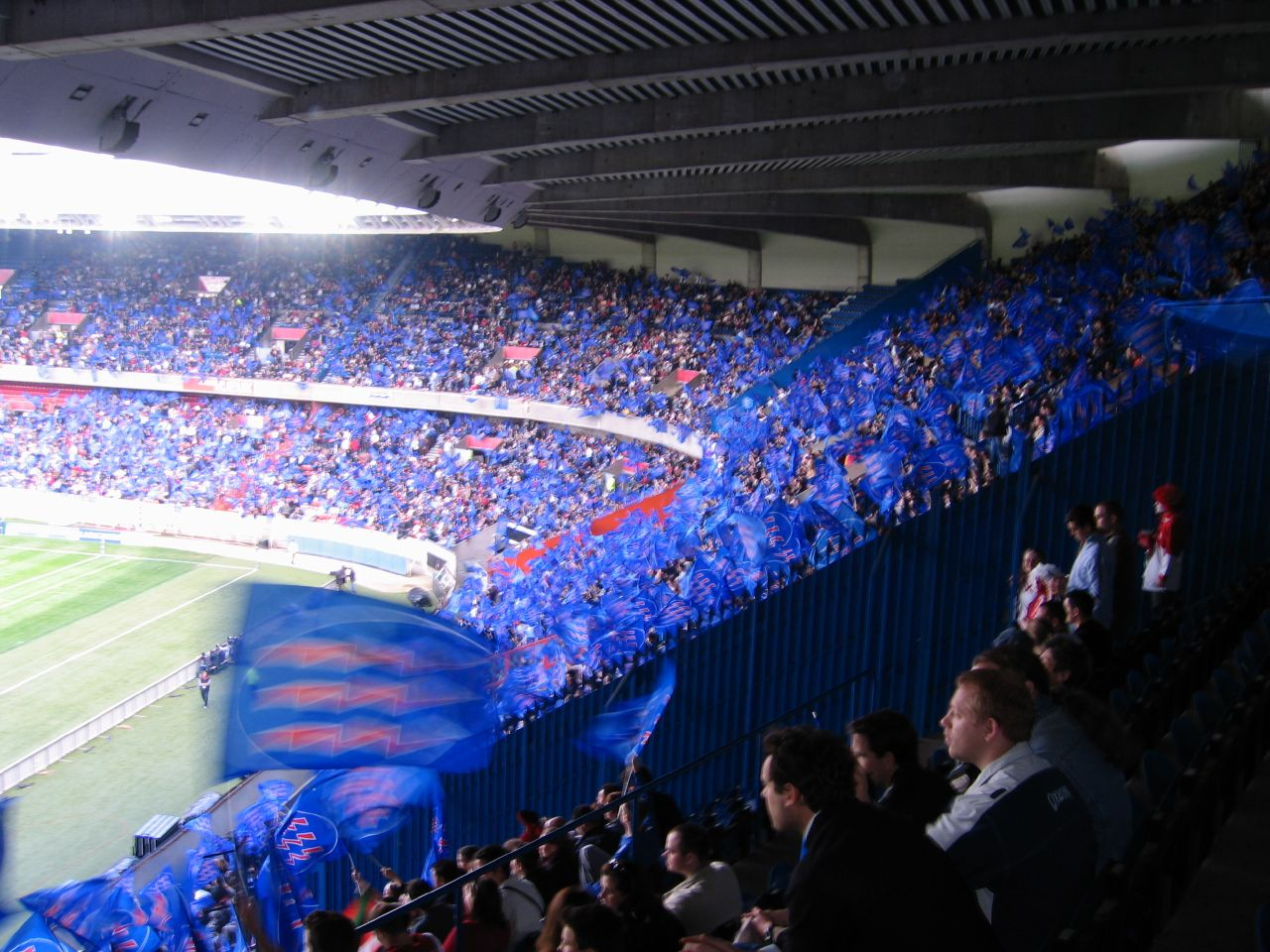
欖球隊Stade Français支持者

## 外部連結
- Parc des Princes - WorldStadiums.com entry
- 地圖
  - WikiSatellite view at WikiMapia （页面存档备份，存于）
  - Google Maps

| 前任： 大英國協體育場 艾德蒙頓 | 女子世界盃足球賽 開幕場館 2019 | 繼任： 伊甸公园 奥克兰 |

48°50′29.12″N 2°15′10.99″E / 48.8414222°N 2.2530528°E